# Batalla de los Carbayedos
La batalla de los Carbayedos fue una revuelta de los ciudadanos de avilés ante la guarnición francesa comandada por el Capitán Clavet que ocurrió el 21-22 de mayo de 1809 en la guerra de independencia 

## Antcedentes
En el contexto de la guerra de independencia española, el ejército francés asignado a la ciudad realizaba continuos saqueos a los comercios y a los habitantes de la ciudad, y atrocidades contra la población. Esto alentó el malestar de los ciudadanos, que el 22 de mayo se rebelaron contra el invasor.

## Desarrollo de la batalla
Tras la rebelión inicial se conformó un contingente de unos 1000 avilesinos armados que atacaron las guarniciones francesas en la ciudad. Tras la batalla, de aproximadamente dos horas, en la cual se impusieron las tropas napoleónicas, el ejército francés consiguió tomar el Ayuntamiento y los demás órganos administrativos de la ciudad.

## Consecuencias
Finalizada la batalla las víctimas mortales de avilesinos ascendían a unos 230, lo cual era demasiado para una población de entonces sólo 1600 habitantes. En el bando francés apenas hubo bajas, ya que los soldados franceses estaban mucho más preparados y con mejor armamento.